# HD27997
HD27997 — хімічно пекулярна зоря спектрального класу A1, що має видиму зоряну величину в смузі V приблизно  8,1.
Вона  розташована на відстані близько 758,5 світлових років від Сонця.